# Citronbukig attila
Citronbukig attila (Attila citriniventris) är en fågel i familjen tyranner inom ordningen tättingar.

## Utbredning och systematik
Fågeln förekommer från östra Colombia till södra Venezuela, nordöstra Peru (Loreto) och västra Amazonområdet i Brasilien. Den behandlas som monotypisk, det vill säga att den inte delas in i några underarter.

## Status
IUCN kategoriserar arten som livskraftig.